# Kostrzewa poleska
Kostrzewa poleska (Festuca beckeri (Hack.) Trautv.) – gatunek rośliny z rodziny wiechlinowatych. Występuje w Eurazji, od Beneluksu na zachodzie po Kraj Krasnojarski na wschodzie.
W Polsce jest gatunkiem nieczęstym; rośnie głównie w dolinach Wisły oraz Odry.

## Morfologia

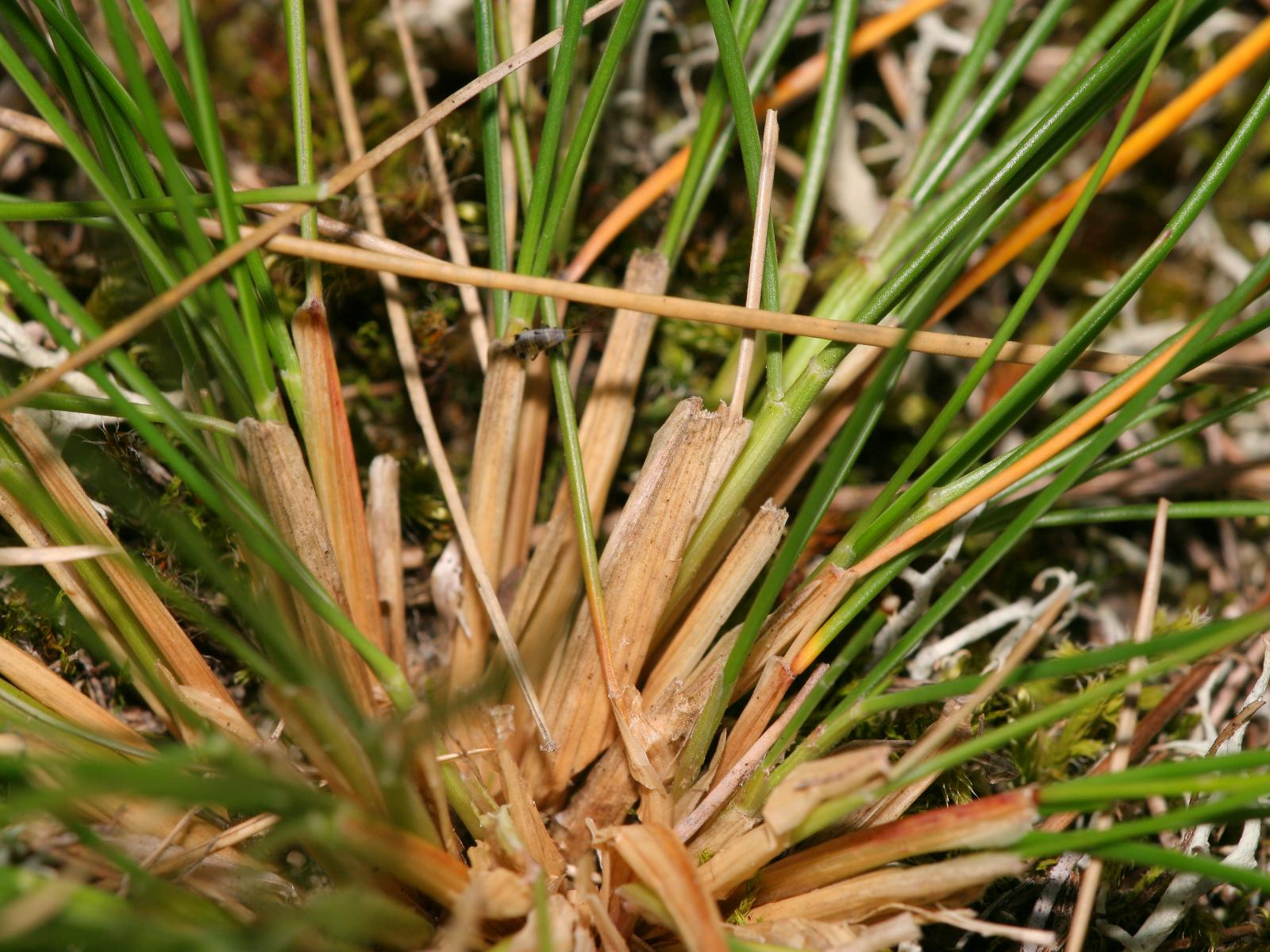
Nasada pędów

ŁodygaŹdźbło o wysokości 20–60 cm, szorstkie lub owłosione w górnej części.
LiścieW części szczytowej szorstkie, koliste w przekroju, 7–11-nerwowe, z 5–9 żebrami, zakończone kolcem, odpadające na zimę od pochew, o spłaszczonych skrajnych żebrach. Sklerenchyma w postaci jednolitego pierścienia.
KwiatyZebrane w kłoski o długości 5–7 mm, te z kolei zebrane w wąską wiechę o długości 8–10 cm. Gałązki wiechy proste, owłosione. Plewa dolna nie dłuższa od połowy długości plewy górnej. Plewka górna w części szczytowej posiada ząbki o długości 0,2–0,5 mm.
OwocZiarniak.

## Biologia i ekologia
Bylina, hemikryptofit. Kwitnie od maja do czerwca. Rośnie w murawach napiaskowych. Liczba chromosomów 2n = 14. Gatunek charakterystyczny śródlądowych muraw napiaskowych ze związku Koelerion glaucae.

## Zagrożenia i ochrona
Roślina umieszczona na polskiej czerwonej liście w kategorii NT (bliski zagrożenia).